# عشبة الرمل

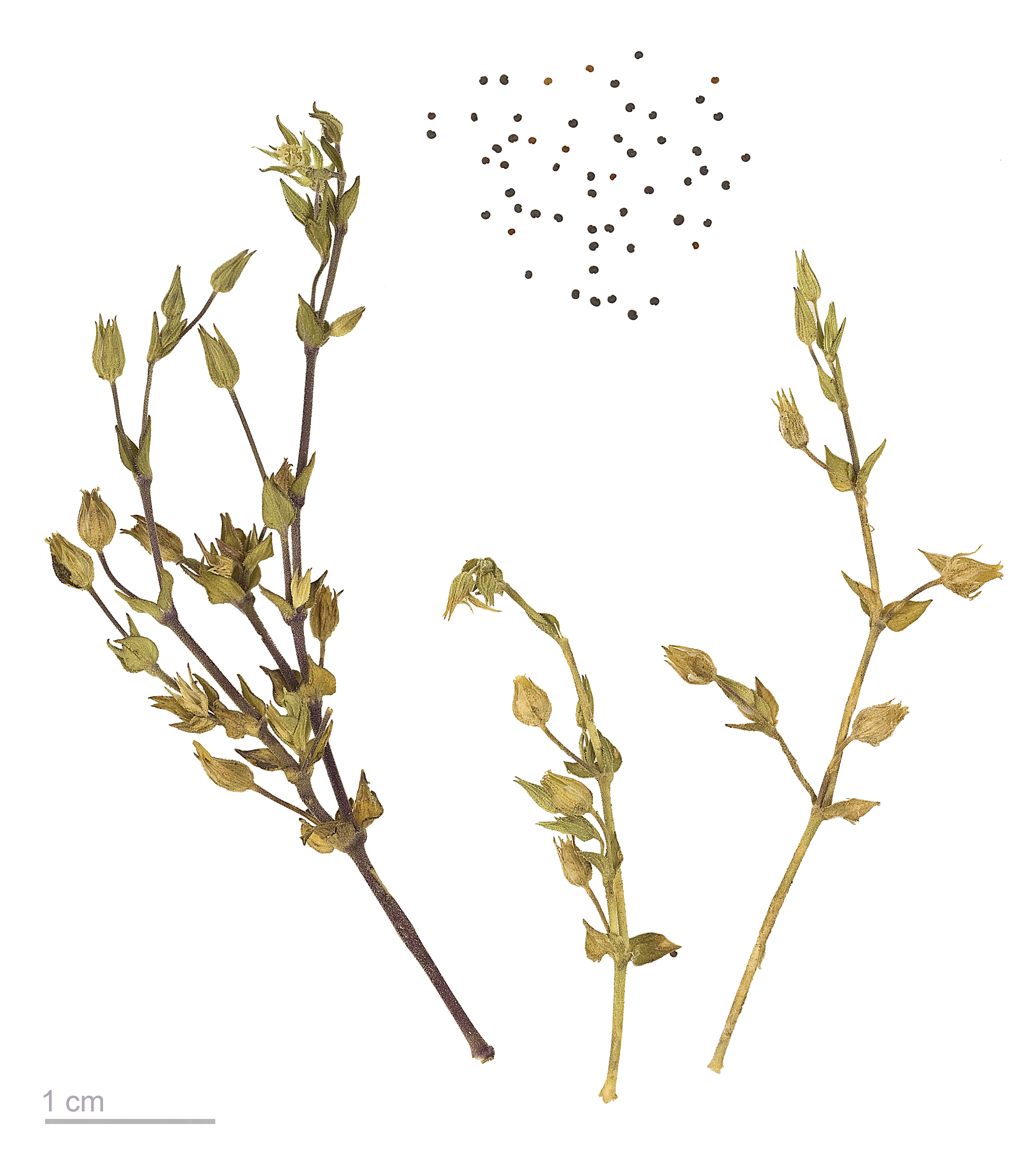
حشيشة الرمل

حشيشة الرمل أو عشبة الرَّمل وتعرف بالإنجليزية عشبة أوراق الزعتر الرملية، أو نبات زعتر الرمل :32هو نبات مزهر حولي أو كل سنتين في فصيلة قرنفلية. يعيش في الأتربة الرملية. يعلو من 5 إلى 15 سم. أوراقه صغيرة متقابلة جلدية النصل اللسن المدبب. أزهاره صغيرة حمراء.